# Rəşad Əbülfəz Sadıqov
Rəşad Əbülfəz Sadıqov (Naxçıvan, 8 ottobre 1983) è un ex calciatore azero, di ruolo centrocampista.

## Carriera

### Club
Ha sempre giocato nella massima serie del campionato azero con varie squadre.

### Nazionale
Debutta nel 2006 con la nazionale azera.

## Palmarès

### Club

#### Competizioni nazionali
- Campionato azero: 1

Neftchi Baku: 2012-2013
- Coppa dell'Azerbaigian: 1

Neftchi Baku: 2012-2013